# 巡唱
巡唱是香港歌手王菲的第五次個人大型巡迴演唱會。是繼1998年唱遊大世界巡演後規模最大的一次巡演，總場次高達46場。

## 介紹
2010年2月，久休的王菲在春晚高歌一曲《傳奇》之後，終於在2010年7月19日於北京舉行「王菲2010巡唱」的新聞發布會，宣告北京、上海兩地在10、11月各開五場演唱會。儘管製作成本導致票價昂貴，這10場演唱會依然場場爆滿，並且出現一票難求的情況。其後，由于反应空前热烈，王菲於2011、2012年在更多城市展开巡回演唱会。2011年1月，連續3天在台北小巨蛋的3場演唱會，吸引了3萬3000人觀看（包括超過百名艺人），總票房高達台幣1.58億，創下當時台北小巨蛋女歌手最高票房的記錄。

## 場次信息
| 日期           | 城市   | 國家                   | 場館                     |
| -------------- | ------ | ---------------------- | ------------------------ |
| 2010年10月29日 | 北京   | 中华人民共和国         | 五棵松體育館             |
| 2010年10月30日 | 北京   | 中华人民共和国         | 五棵松體育館             |
| 2010年10月31日 | 北京   | 中华人民共和国         | 五棵松體育館             |
| 2010年11月5日  | 北京   | 中华人民共和国         | 五棵松體育館             |
| 2010年11月6日  | 北京   | 中华人民共和国         | 五棵松體育館             |
| 2010年11月19日 | 上海   | 中华人民共和国         | 上海世博文化中心         |
| 2010年11月20日 | 上海   | 中华人民共和国         | 上海世博文化中心         |
| 2010年11月26日 | 上海   | 中华人民共和国         | 上海世博文化中心         |
| 2010年11月27日 | 上海   | 中华人民共和国         | 上海世博文化中心         |
| 2010年11月28日 | 上海   | 中华人民共和国         | 上海世博文化中心         |
| 2011年1月21日  | 台北   | 中華民國               | 臺北小巨蛋               |
| 2011年1月22日  | 台北   | 中華民國               | 臺北小巨蛋               |
| 2011年1月23日  | 台北   | 中華民國               | 臺北小巨蛋               |
| 2011年3月4日   | 香港   | 中华人民共和国（香港） | 亞洲國際博覽館           |
| 2011年3月5日   | 香港   | 中华人民共和国（香港） | 亞洲國際博覽館           |
| 2011年3月6日   | 香港   | 中华人民共和国（香港） | 亞洲國際博覽館           |
| 2011年3月10日  | 香港   | 中华人民共和国（香港） | 亞洲國際博覽館           |
| 2011年3月11日  | 香港   | 中华人民共和国（香港） | 亞洲國際博覽館           |
| 2011年5月13日  | 广州   | 中华人民共和国         | 广州国际体育演艺中心     |
| 2011年5月14日  | 广州   | 中华人民共和国         | 广州国际体育演艺中心     |
| 2011年5月27日  | 南京   | 中华人民共和国         | 南京奥体中心体育馆       |
| 2011年5月28日  | 南京   | 中华人民共和国         | 南京奥体中心体育馆       |
| 2011年7月2日   | 长沙   | 中华人民共和国         | 湖南省国际会展中心       |
| 2011年7月3日   | 长沙   | 中华人民共和国         | 湖南省国际会展中心       |
| 2011年8月26日  | 武汉   | 中华人民共和国         | 武汉体育中心体育馆       |
| 2011年8月27日  | 武汉   | 中华人民共和国         | 武汉体育中心体育馆       |
| 2011年10月29日 | 新加坡 | 新加坡                 | 新加坡室内体育馆         |
| 2011年11月6日  | 吉隆坡 | 马来西亚               | 亚通体育馆               |
| 2011年11月26日 | 哈尔滨 | 中华人民共和国         | 哈尔滨国际会展中心体育馆 |
| 2011年11月27日 | 哈尔滨 | 中华人民共和国         | 哈尔滨国际会展中心体育馆 |
| 2011年12月9日  | 成都   | 中华人民共和国         | 成都市体育中心           |
| 2011年12月10日 | 成都   | 中华人民共和国         | 成都市体育中心           |
| 2011年12月23日 | 西安   | 中华人民共和国         | 曲江國際會展中心         |
| 2011年12月24日 | 西安   | 中华人民共和国         | 曲江國際會展中心         |
| 2012年2月18日  | 重庆   | 中华人民共和国         | 重庆奥体中心体育场       |
| 2012年2月19日  | 重庆   | 中华人民共和国         | 重庆奥体中心体育场       |
| 2012年3月31日  | 昆明   | 中华人民共和国         | 新亚洲体育城             |
| 2012年4月1日   | 昆明   | 中华人民共和国         | 新亚洲体育城             |
| 2012年4月20日  | 厦门   | 中华人民共和国         | 国际会议展览中心         |
| 2012年4月21日  | 厦门   | 中华人民共和国         | 国际会议展览中心         |
| 2012年5月12日  | 大连   | 中华人民共和国         | 金石滩金石文化广场       |
| 2012年5月13日  | 大连   | 中华人民共和国         | 金石滩金石文化广场       |
| 2012年5月23日  | 合肥   | 中华人民共和国         | 濱湖國際會展中心主展館   |
| 2012年5月24日  | 合肥   | 中华人民共和国         | 濱湖國際會展中心主展館   |
| 2012年6月8日   | 郑州   | 中华人民共和国         | 河南省体育中心体育场     |
| 2012年6月9日   | 郑州   | 中华人民共和国         | 河南省体育中心体育场     |

- 2012年2月17日的重慶站因部分觀眾席坍塌，延期至19日。18日的場次則如常進行

## 演出曲目
1. 只願為你守著約（2010年10月30日及11月5日場為〈雪中蓮〉）
2. 紅豆
3. 乘客
4. 又見炊煙（2010年10月31日及11月6日場為〈你在我心中〉）
5. 掙脫
6. 天使
7. Rilkean Heart（原唱：Cocteau Twins）
8. 矜持
9. 我願意
10. 傳奇
11. 將愛
12. 開到荼蘼
13. 悶
14. 再見螢火蟲（2010年10月31日及11月6日場為〈哪兒〉）
15. 催眠
16. 天空
17. 但願人長久（2010年10月31日及11月6日場為〈假如我是真的〉）
18. 當時的月亮
19. 我愛你（2010年10月31日及11月6日場為〈無常〉）
20. 人間
21. 新房客
22. 香奈兒
23. 彼岸花

1. 雪中蓮（2010年11月26日場為〈只願為你守著約〉）
2. 紅豆
3. 乘客
4. 又見炊煙（2010年11月26日場為〈你在我心中〉）
5. 掙脫
6. 天使
7. Rilkean Heart（原唱：Cocteau Twins）
8. 矜持
9. 我願意
10. 傳奇
11. 將愛
12. 開到荼蘼
13. 悶
14. 再見螢火蟲（2010年11月26日場為〈哪兒〉）
15. 催眠
16. 天空
17. 但願人長久（2010年11月26及28日場為〈假如我是真的〉）
18. 當時的月亮
19. 我愛你
20. 人間
21. 新房客
22. 香奈兒
23. 彼岸花

1. 雪中蓮
2. 紅豆
3. 乘客
4. 又見炊煙（2011年1月23日場為〈陽寶〉）
5. 掙脫
6. 天使
7. 只愛陌生人
8. Rilkean Heart（原唱：Cocteau Twins）
9. 眷戀
10. 我願意
11. 將愛
12. 開到荼蘼
13. 小聰明
14. 光之翼
15. 悶
16. 天空
17. 但願人長久
18. 當時的月亮
19. 棋子（2011年1月23日場為〈我愛你〉）
20. 人間
21. 新房客
22. 香奈兒
23. 彼岸花

1. 約定
2. 償還
3. 乘客
4. 暗湧（2011年3月10日場為〈色盲〉）
5. 夢中人
6. 夢遊
7. 女皇的新衣（2011年3月6、10、11日場為〈守護天使〉）
8. Rilkean Heart（原唱：Cocteau Twins）
9. 曖昧
10. 我願意
11. 將愛
12. 開到荼蘼
13. 大開眼戒（原唱：陳奕迅；2011年3月11日場為〈假期〉）
14. 光之翼
15. 悶
16. 天空
17. 但願人長久（2011年3月6及11日場為〈假如我是真的〉）
18. 給自己的情書
19. MV
20. 冷戰
21. 人間
22. 新房客
23. 香奈兒
24. 彼岸花

1. 約定
2. 紅豆
3. 乘客
4. 陽寶（2011年5月14日場為〈又見炊煙〉）
5. 夢中人
6. 夢遊
7. Rilkean Heart（原唱：Cocteau Twins）
8. 眷戀
9. 我願意
10. 傳奇
11. 將愛
12. 開到荼蘼
13. 小聰明
14. 光之翼
15. 悶
16. 天空
17. 但願人長久
18. 笑忘書
19. 冷戰
20. 人間
21. 新房客
22. 香奈兒
23. 彼岸花

1. 雪中蓮
2. 紅豆
3. 乘客
4. 又見炊煙
5. 掙脫
6. 天使
7. 只愛陌生人
8. Rilkean Heart（原唱：Cocteau Twins）
9. 我願意
10. 傳奇
11. 將愛
12. 開到荼蘼
13. 小聰明
14. 光之翼
15. 悶
16. 天空
17. 但願人長久
18. 當時的月亮
19. 笑忘書（2011年5月28日場為〈我愛你〉）
20. 人間
21. 新房客
22. 香奈兒
23. 彼岸花

1. 雪中蓮
2. 紅豆
3. 乘客
4. 君心我心
5. 掙脫
6. 天使
7. 墮落
8. A Perfect Indian（原唱：Sinéad O'Connor）
9. 我願意
10. 傳奇
11. 將愛
12. 開到荼蘼
13. 臉
14. 光之翼
15. 悶
16. 天空
17. 但願人長久
18. 當時的月亮
19. 過眼雲煙
20. 人間
21. 新房客
22. 香奈兒
23. 彼岸花

1. 約定
2. 紅豆
3. 乘客
4. 你在我心中
5. 夢中人
6. 天使
7. 給自己的情書
8. 單人房雙人床（原唱：莫文蔚）
9. A Perfect Indian（原唱：Sinéad O'Connor）
10. 我願意
11. 將愛
12. 開到荼蘼
13. 臉
14. 光之翼
15. 悶
16. 天空
17. 但願人長久
18. 冷戰
19. 過眼雲煙
20. 人間
21. 新房客
22. 香奈兒
23. 彼岸花

1. 約定
2. 紅豆
3. 乘客
4. 暗湧
5. 夢中人
6. 夢遊
7. 給自己的情書
8. 曖昧
9. A Perfect Indian（原唱：Sinéad O'Connor）
10. 我願意
11. 將愛
12. 開到荼蘼
13. 臉
14. 光之翼
15. 悶
16. 天空
17. 但願人長久
18. 冷戰
19. 過眼雲煙
20. 人間
21. 新房客
22. 香奈兒
23. 彼岸花

1. 雪中蓮
2. 紅豆
3. 乘客
4. 你在我心中
5. 掙脫
6. 天使
7. 墮落（2011年11月27日場為〈笑忘書〉）
8. A Perfect Indian（原唱：Sinéad O'Connor）
9. 我願意
10. 傳奇
11. 將愛
12. 開到荼蘼
13. 臉
14. 光之翼
15. 悶
16. 天空
17. 但願人長久
18. 笑忘書（2011年11月27日場為〈當時的月亮〉）
19. 過眼雲煙
20. 人間
21. 新房客
22. 香奈兒
23. 彼岸花

1. 雪中蓮
2. 紅豆
3. 乘客
4. 你在我心中
5. 掙脫
6. 天使
7. 美錯
8. A Perfect Indian（原唱：Sinéad O'Connor）
9. 我願意
10. 傳奇
11. 將愛
12. 開到荼蘼
13. 麻醉
14. 光之翼
15. 悶
16. 天空
17. 但願人長久
18. 當時的月亮
19. 過眼雲煙
20. 人間
21. 新房客
22. 香奈兒
23. 彼岸花

1. 雪中蓮
2. 紅豆
3. 乘客
4. 你在我心中
5. 掙脫
6. 天使
7. 願
8. A Perfect Indian（原唱：Sinéad O'Connor）
9. 我願意
10. 傳奇
11. 將愛
12. 開到荼蘼
13. 麻醉（2012年2月19日場為〈流星〉）
14. 光之翼
15. 悶
16. 天空
17. 但願人長久
18. 流星（2012年2月19日場為〈麻醉〉）
19. 城裡的月光（原唱：許美靜）
20. 人間
21. 新房客
22. 香奈兒
23. 彼岸花

1. 翠湖寒
2. 紅豆
3. 乘客
4. 你在我心中（廈門、大連、合肥場為〈又見炊煙〉）
5. 掙脫
6. 天使
7. 願
8. A Perfect Indian（原唱：Sinéad O'Connor；大連、合肥場為〈My Valentine〉）
9. 我願意
10. 傳奇
11. 將愛
12. 開到荼蘼
13. 流星（合肥場為〈百年孤寂〉）
14. 光之翼
15. 悶
16. 天空
17. 但願人長久
18. 麻醉（合肥場為〈流年〉）
19. 城裡的月光（原唱：許美靜）
20. 人間
21. 新房客
22. 香奈兒
23. 彼岸花

1. 翠湖寒
2. 紅豆
3. 乘客
4. 又見炊煙
5. 掙脫
6. 天使
7. 願
8. 美錯
9. 我願意
10. 傳奇
11. 將愛
12. 開到荼蘼
13. 百年孤寂
14. 光之翼
15. 悶
16. 天空
17. 但願人長久
18. 流年
19. 城裡的月光（原唱：許美靜）
20. 人間
21. 新房客
22. 香奈兒
23. 彼岸花
24. 心經

備註：
- 演唱會的開場音樂名稱為〈浮华若梦〉，為此次巡演的音樂總監梁翹柏的個人作品。[2]
- 〈心經〉最初是為悼念上海演唱會前夕發生的上海火災的遇難者們而作為演唱會閉幕曲出現的，王菲並未進行現場演唱。[3]之後成為演唱會固定的閉幕背景音樂。但在此次巡演的最後的兩場鄭州站的演出中，王菲終於現場演唱了這首歌曲。[4]